# Julio Herrera y Reissig
Julio Herrera y Reissig (Montevideo, 9 de enero de 1875-ibídem, 18 de marzo de 1910) fue un poeta y ensayista uruguayo iniciado en el romanticismo tardío y líder de la vanguardia modernista en la literatura uruguaya.

## Biografía
Julio Herrera y Reissig nació el 9 de enero de 1875 en Montevideo en el seno de una familia patricia y numerosa; tendría ocho hermanos. En cuanto a su composición familiar, su tío Julio Herrera y Obes llegará a ser presidente de la República.
La única condicionante material de Julio Herrera y Reissig fue su precaria salud. A los cinco años le diagnostican arritmia, hecho que marcará su vida. En 1890 y 1891 dos hechos lo hacen meditar acerca de la muerte: la pérdida de su abuelo y la de su hermano. En 1892, a los diecisiete años de edad, debe abandonar los estudios formales a causa de una enfermedad cardíaca congénita, agravada al contagiarse de fiebre tifoidea. Esta circunstancia le impide además cualquier tipo de viajes, salvo una breve estada en Buenos Aires y cortas visitas a ciudades del interior uruguayo. 
Un hito muy importante en su vida artística es la publicación de su primer poema "Miraje" en 1898. Dicho poema tuvo una excelente recepción, un personaje destacado lo alienta a continuar con su trabajo: Samuel Blixen, crítico literario quien lo elogia y lo incentiva, un año más tarde, en 1899 a fundar La revista, periódico quincenal.
La experiencia mundana es sustituida por su condición de ávido lector y, a partir de 1900, conduce conjuntamente con Roberto de las Carreras reuniones literarias desde el ático de la mansión familiar en Montevideo, conocida como Torre de los Panoramas ; a causa de las importantes vistas que desde allí se tenían al Río de la Plata. 
Allí empieza la evolución desde el romanticismo hacia la vanguardia modernista y surrealista que lo convertiría póstumamente en una referencia obligada de la poesía latinoamericana de la época, junto a Leopoldo Lugones, Ricardo Jaimes Freyre y Salvador Díaz Mirón. 
La obra principal de Julio Herrera y Reissig es fruto de los diez últimos años de su vida. Sus primeros poemas, hasta 1900, siguen la línea de una poesía patriótica y romántica, sin rasgos de su personalidad poética.
Muere en Montevideo a la temprana edad de 35 años, a causa de una cardiopatía presumiblemente congénita, que culminó en un infarto agudo de miocardio el 18 de marzo de 1910. La publicación de sus obras y el consecuente reconocimiento literario se producirá años después. El escritor y crítico literario uruguayo Ángel Rama (1926-1983) expresó lo siguiente:

En poco menos de diez años y aun moviéndose en el más estrepitoso y superficial bazar art nouveau, creó una lírica de sutil sensibilidad moderna, de impecable precisión lingüística.

Escribió Jorge Luis Borges sobre la obra de Herrera y Reissig, en un artículo publicado en 1924, en Inicial, Buenos Aires, pp 31-34:

La lírica de Herrera y Reissig es la subidora vereda que va del gongorismo al conceptismo: es la escritura que comienza en el encanto singular de la voces para recabar finalmente una clarísima dicción. De igual manera que en la cosmogonía mazdeísta se oponen belicosos el mal y el bien, fueron armipotentes en su yo la realidad poética y el simulacro de esa realidad. Fue un posible forastero de la literatura, pero al fin entró a saco en ella.

Pablo Neruda, en Diorama de la cultura, suplemento de Excelsior, México., 16 de noviembre de 1969, p. 3, escribe:

Yo llevé la pasión Herrera y reissiana a Madrid, a mi generación. Es verdad que algún brillante erudito se preocupó alguna vez de él: Existía la erudición, pero no la pasión. Nada más apasionante que la poesía de este uruguayo fundamental, de este clásico de toda la poesía. Así fue que leí a Vicente Aleixandre, y luego a Federico, a Alberti, a Altolaguirre, a Cernuda, a Miguel Hernández y a algunos otros más, las décimas góticas de Herrera y Reissig... Herrera y Reissig sublima la cursilería de una época, reventándola a fuerza de figuraciones volcánicas...

A fines de 2011 se editó Prosas herrerianas, a cargo de la Biblioteca Nacional en dupla con Ediciones de la Banda Oriental.

## Obra

### Poesía
Herrera y Reissig escribió ficción, ensayos políticos y muchas otras obras, pero es fundamentalmente conocido y reconocido por su producción poética.
- Canto a Lamartine (1898)
- Las pascuas del tiempo (1902)
- Los maitines de la noche (1902)
- La vida (1903)
- Los parques abandonados (1902-1908)
- Los éxtasis de la montaña (1904-1907)
- Sonetos vascos (1908)
- Las clepsidras (1909)
- La torre de las esfinges (1909)
- Los peregrinos de piedra (1909)
- La torre de marfil
- Poesías completas (1913, póstumo)

### Ensayo
- Epílogo wagneriano a "La política de fusión" con surtidos de psicología sobre el Imperio de Zapicán (1902)
- Páginas en prosa (1961, póstumo)
- Tratado de la imbecilidad del país, por el sistema de Herbert Spencer (2006, póstumo)
- Prosas herrerianas (2011, póstumo)